# Anabarhynchus argenteus
Anabarhynchus argenteus är en tvåvingeart som beskrevs av Mann 1928. Anabarhynchus argenteus ingår i släktet Anabarhynchus och familjen stilettflugor. Inga underarter finns listade i Catalogue of Life.